# Corydale creuse
Corydalis cava
Espèce
Classification APG III (2009)
La Corydale creuse (Corydalis cava), également appelée Corydale à tubercule creux ou Fumeterre creuse, est une espèce de plantes à fleurs de la famille des Fumariaceae selon la classification classique, et des Papaveraceae selon la classification phylogénétique (APGIII). C'est une plante herbacée.

## Description
La corydale à bulbe creux se caractérise par ses feuilles bi-tripennatiséquées et ses fleurs généralement roses ou blanches, zygomorphes, horizontales, organisées en grappes terminales dressées. Le fruit est allongé en forme de silique et déhiscent. La plante forme un bulbe creux à sa base.
Elle préfère les bois calcaires, et fleurit en avril-mai.

## Confusion possible
La corydale creuse et la corydale à bulbe plein  se confondent aisément et se différencient principalement par la forme des bractées. La corydale creuse a des bractées simples alors que la corydale à bulbe plein a des bractées digitées.

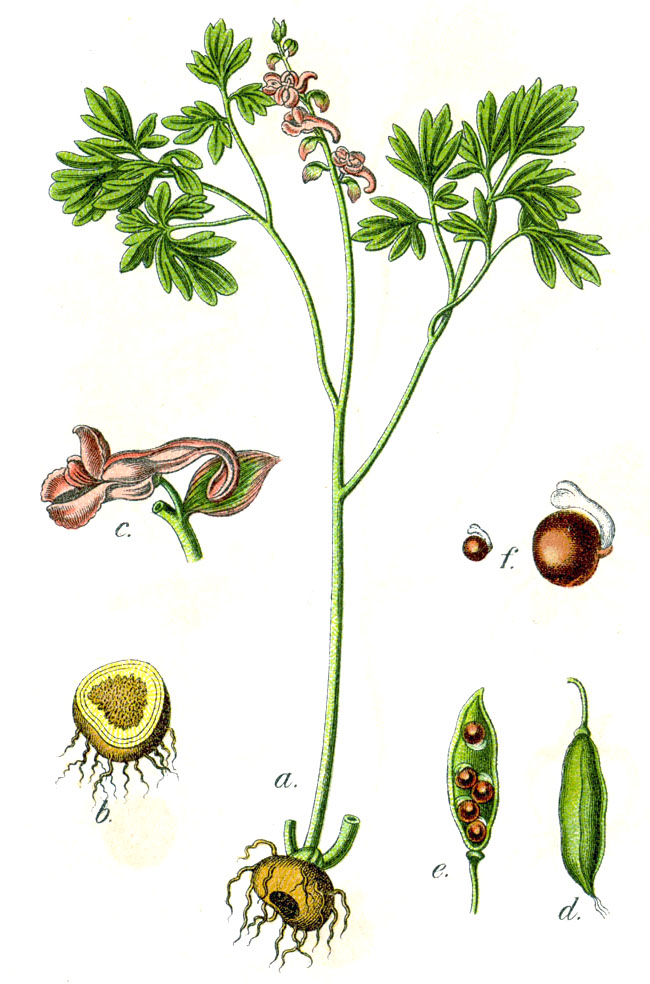
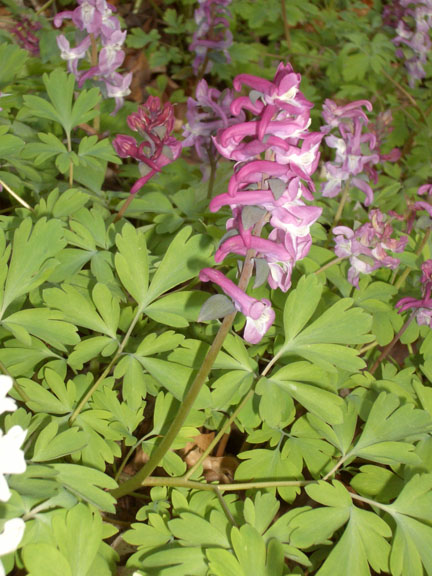
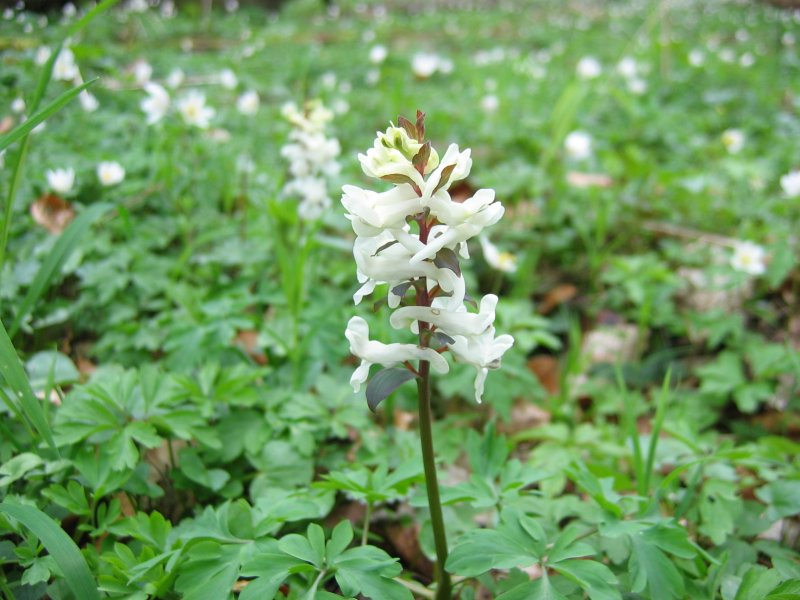